# رتاگلیپتین
رتاگلیپتین (انگلیسی: Retagliptin) یک مهارکننده DPP-4 است که برای درمان دیابت نوع ۲ مورد پژوهش قرار گرفته است.